# Vincristina
Vincristina, conegut anteriorment com a leurocristina, és un alcaloide aïllat de la planta amb flor pervinca (Catharanthus roseus). En forma de sulfat de vincristina, és un fàrmac utilitzat contra diferents tipus de càncers entre els que es poden esmentar contral la leucèmia limfoide aguda, la leucèmia mieloide aguda, el limfoma de Hodgkin, el neuroblastoma i el carcinoma de cèl·lules petites.

## Descripció
La fórmula empírica del sulfat de vincristina és C46H56N₄O10 H₂SO₄. A la vincristina se la coneix també amb els noms LCR i VCR. Per a ús farmacològic és un pols amorf de color blanc soluble en metanol i en aigua, però poc soluble en alcohol etílic al 95%. En la seva forma de sulfat de vincristina, en etanol al 98%, té un espectre ultraviolat amb màxims a 221 nm (E + 47100)

## Farmacologia
La vincristina entra a la cèl·lula a través d'un mecanisme de transport i s'enllaça a la tubulina impedint que aquesta pugui polimeritzar i forma els microtúbuls. Com a conseqüència, durant metafase de la mitosi el fàrmac inhibeix la formació del fus mitòtic comportant l'aparició de citotoxicitat en la Fase-S. No s'han vist aquests efectes abans d'iniciar la mitosi. De la mateixa manera també inhibeix el deplaçament de neurotransmisors a través dels axons.